# Ed de Goey
Ed de Goey (ur. 20 grudnia 1966 w Goudzie) – holenderski piłkarz grający na pozycji bramkarza, reprezentant kraju. Od 2010 roku trener bramkarzy w RKC Waalwijk.

## Kariera klubowa
Początkowo był zawodnikiem Sparty Rotterdam, w której barwach w sezonie 1985/1986 zadebiutował w holenderskiej ekstraklasie. W 1990 roku przeszedł do Feyenoordu. W nowym zespole szybko wywalczył miejsce w pierwszym składzie. W 1991 po raz pierwszy wystąpił w europejskich pucharach w zremisowanym 0:0 meczu z Partizani Tirana w ramach Pucharu Zdobywców Pucharów. Wraz z Feyenoordem został mistrzem Holandii (1993), czterokrotnie zdobył puchar kraju (1991, 1992, 1994, 1995) oraz wywalczył Superpuchar Holandii (1991). Ponadto w 1993 został wybrany najlepszym bramkarzem grającym w Holandii, a w 1994 otrzymał Złote Buty.
W 1997 roku przeszedł do Chelsea, cena transferu wyniosła 2,25 miliony funtów. W angielskiej drużynie zadebiutował 3 sierpnia w przegranym po serii rzutów karnych meczu o Tarczę Wspólnoty z Manchesterem United. W sezonie 1997/1998 wraz z londyńskim zespołem zdobył Puchar Zdobywców Pucharów – w wygranym 1:0 finale z VfB Stuttgart zagrał przez pełne 90 minut. Ponadto w 1998 wywalczył Puchar Ligi Angielskiej oraz Superpuchar Europy (w spotkaniu z Realem Madryt zagrał w podstawowym składzie). Dwa lata później zdobył puchar Anglii oraz sięgnął po Tarczę Wspólnoty. W sezonie 2000/2001 utracił miejsce w podstawowym składzie Chelsea na rzecz Włocha Carlo Cudiciniego.
1 sierpnia 2003 roku podpisał dwuletni kontrakt ze Stoke City. Trzy lata później w jego barwach zakończył piłkarską karierę. Po raz ostatni wystąpił 28 stycznia 2006 roku w wygranym 2:1 meczu z Walsall.

## Kariera reprezentacyjna
W reprezentacji Holandii zadebiutował 16 grudnia 1992 roku w wygranym 3:1 meczu z Turcją. W 1994 uczestniczył w mistrzostwach świata w Stanach Zjednoczonych. W turnieju tym był podstawowym bramkarzem swojej kadry – wystąpił w pięciu meczach, a w spotkaniu 1/8 finału z Irlandią zachował „czyste konto”.
Wraz z reprezentacją Holandii wziął również udział w mistrzostwach Europy w Anglii (1996), mistrzostwach świata we Francji (1998) oraz mistrzostwach Europy w Belgii i Holandii (2000). We wszystkich tych turniejach był rezerwowym bramkarzem i nie zagrał w żadnym meczu. Po raz ostatni w barwach narodowych wystąpił 1 czerwca 1998 roku w wygranym 5:1 pojedynku z Paragwajem.